# Марта Джеферсън
Марта Вашингтон Джеферсън Рандолф (на английски: Martha Washington Jefferson Randolph) е дъщеря на 3-тия президент на САЩ - Томас Джеферсън. Родена е на 27 септември 1772 г. в Монтичело, Вирджиния. Тя заема позицията на първа дама, защото баща ѝ остава вдовец.
От 12 до 17-годишна възраст живее в Париж. Създава си репутация на интелектуалка. През 1790 година се омъжва и има 12 деца. Умира на 10 октомври 1836 г. в Албемарл, Вирджиния.